# Steigfähigkeit

Steigung in Prozent und Grad

Steigfähigkeit eines Kraftfahrzeugs bezeichnet das Vermögen des Fahrzeugs, eine Steigung zu erklimmen.
Die Steigfähigkeit hängt von mehreren Faktoren ab:
- Motorleistung
- Getriebeübersetzung des Motors
- Antriebsart des Fahrzeugs
- Gewichtsverteilung, Schwerpunkt des Fahrzeugs
- Traktion der Reifen auf dem Untergrund

Die Steigfähigkeit wird entweder in Grad (Steigungswinkel) oder in Prozent (Steigung) angegeben. Dabei ist die Steigung der Tangens des Steigungswinkels. Es gilt:
{\displaystyle {\mbox{Steigung }}s={\frac {\mbox{vertikale Strecke}}{\mbox{horrizontale Strecke}}}=\tan(\alpha )}
bzw.:
{\displaystyle {\mbox{Steigungswinkel }}\alpha =\arctan(s)}.
So entspricht eine Steigung {\displaystyle s=100\,\%} einem Steigungswinkel von 45°. Das bedeutet, bei jedem Meter in der Horizontalen geht es einen Meter nach oben. Die Wegstrecke beträgt dabei dann 1,41 m. Bei einer Steigung über 45° wird meist der Steigungswinkel angegeben, da er hier anschaulicher ist. Über kurze Strecken erreicht ein Unimog eine Steigfähigkeit von 47° / 110 %. Das ist dann auch die maximale Steigung, die von Standseilbahnen und Zahnradbahnen erreicht werden. Allein in der Formula Off Road werden in der „Unlimited Class“ noch weit größere Steigungen bewältigt.

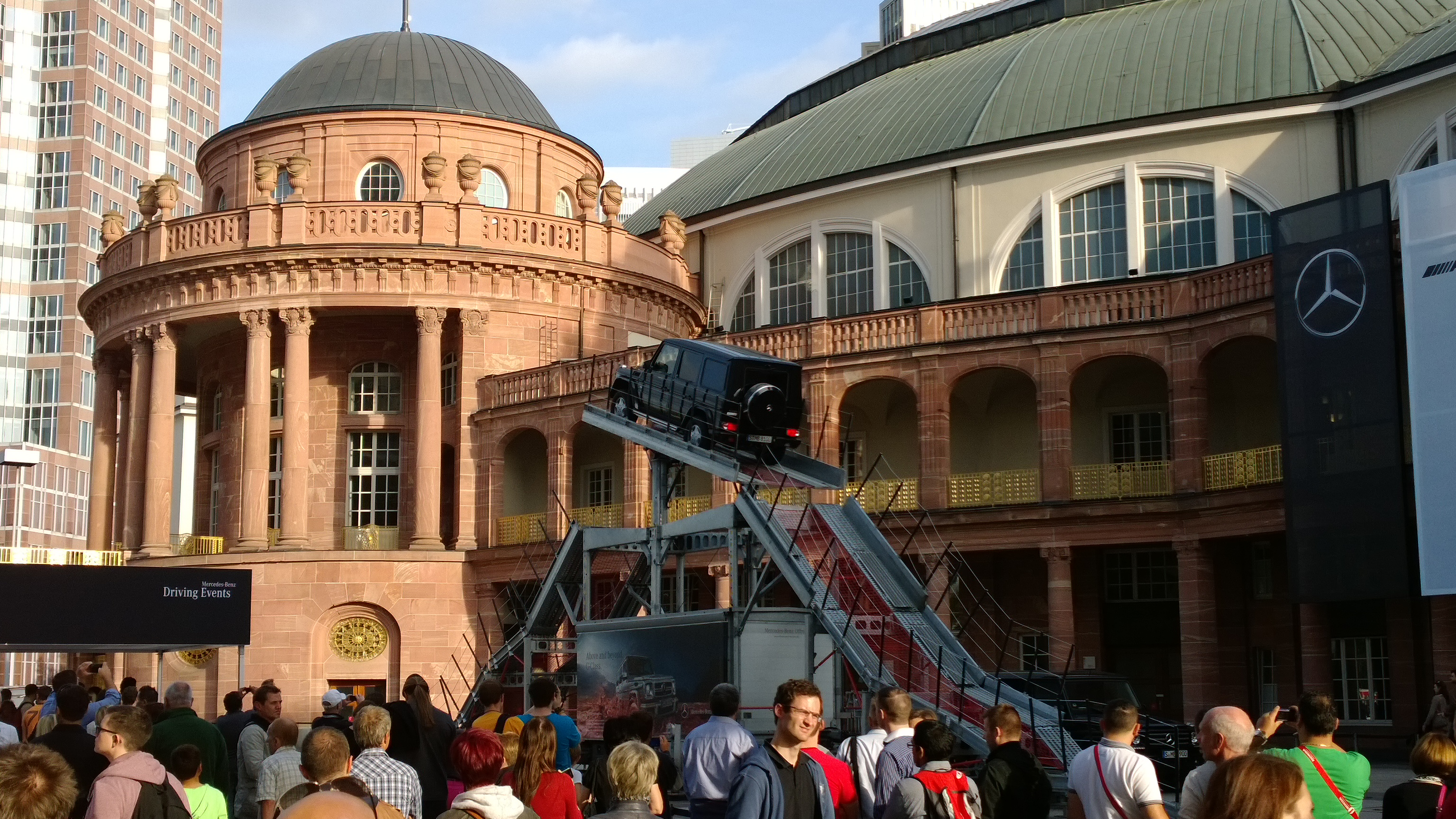
Demonstration der Steigfähigkeit eines Mercedes-Benz G500 auf der IAA 2013
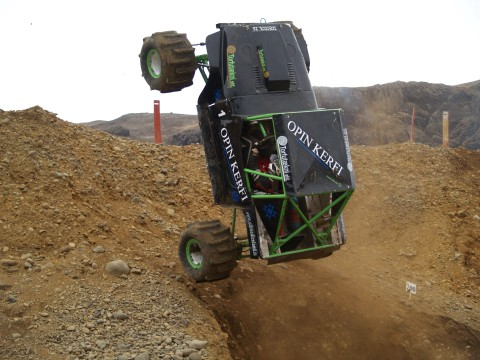
Formula Off Road – Fahrzeug mit Schaufelrädern nach Bewältigung eines Steilhangs